# Totalitarism

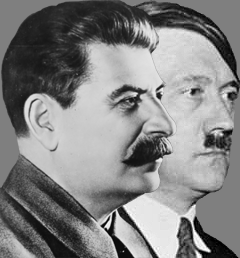
Josef Stalin och Adolf Hitler betraktas ofta som två tidiga ledare för regimer som blivit stilbildande för sina totalitära drag.

Totalitarism är ett politiskt system i vilket en stat endast tillåter ett maktägande parti och att detta parti ser sig självt som staten. Totalitarism är ett modernt samlande begrepp för politiska eller religiösa idéer och system som förespråkar en centraliserad och absolut makt utan nödvändigtvis hänsyn till mänskliga rättigheter, folkets åsikter eller personlig integritet. Praktiserad totalitarism har uteslutande genom historien använt sig av någon typ av censur och hämmande av yttrandefrihet hos befolkningen i det avgränsade området.
Begreppet användes ursprungligen av Benito Mussolini och den fascistiska rörelsen. Senare kom beteckningen att användas på moderna ideologier som förespråkar en fullständig kontroll över befolkningen, på ett sätt som inte ansetts vara fallet med tidigare former av autokrati och despoti. Begreppet totalitarism används oftast om det fascistiska Italien, Tyskland under nationalsocialismen och i stort sett alla kommunistiska regimer från Vladimir Lenin och framåt, även om begreppet inte har något stöd i ideologiska källor som till exempel Kommunistiska manifestet.

## Totalitär och auktoritär
Det finns flera drag som skiljer auktoritära och totalitära regimer åt. I de senare spelar ideologin en väsentlig roll, och strävar ofta över total kontroll över hela samhället i syfte att förändra dessa, medan auktoritära regimer utmärks av försök att bevara institutioner och eliter. De kan använda sig av det förflutna i sin propaganda, till exempel nationella traditioner och gestalter, men är i grunden radikala, framtidsorienterade och utopiska och har inte mycket till övers för historisk kontinuitet, som traditionella auktoritära regimer tenderat att värdera. Man är också exklusiv och stämplar vissa grupper som statsfiender, till exempel judar, borgare och intellektuella.. Det den auktoritära och den totalitära staten har gemensamt är att båda är diktaturstater.
Partiet fungerar som den totalitära statens stöttepelare, medan det på sin höjd har en mer begränsad ställning inom auktoritära stater. Vidare är statens intrång i det ekonomiska livet, i form av en planekonomi, en väsentlig faktor i totalitarianismen men behöver inte spela någon viktig roll i auktoritära sammanhang. Detta är särskilt tydligt inom fascismens korporativa stat, som uppvisar en påfallande grad av statskontroll som går utöver det auktoritära.
Totalitarismen har setts som ett speciellt 1900-talsfenomen på grund av de teknologiska förutsättningarna för att kontrollera och omplacera befolkningen inte fanns förrän då. Dessutom möjliggjorde masskommunikationen den mobilisering av massorna som ansetts vara ett av dess särdrag. Statlig propaganda genom etermedia var en ny möjlighet och den statliga utbildningen för alla gav kvalitativt nya möjligheter till indoktrinering.

## Framträdande drag hos totalitära regimer
Standardverk av Carl Friedrich och Zbigniew Brzezinski identifierar sex starkt framträdande drag hos totalitära regimer:[källa behövs]
- En officiell, allomfattande kiliastisk ideologi.
- Ett enda massparti, i typiska fall lett av en man.
- Ett system av terroristisk poliskontroll med godtyckligt tvång.
- Ett mer eller mindre komplett monopol på kommunikationsmedlen.
- Ett mer eller mindre komplett monopol på medlen för väpnad strid.
- Central kontroll av ekonomin.

I andra upplagan av sin bok kompletterar de med ett par drag:[källa behövs]
- Engagemang för expansionism.
- Administrativ kontroll av rättvisan.

Hannah Arendt har tillagt ett kännetecknande drag:
- En hög grad av medborgerlig alienation.[10]

## Totalitära stater
Ryssland eller Sovjetunionen som det kom att heta efter att Lenin blivit landets diktator 1917 utvecklades till en totalitär stat. Italien som var en monarki under Mussolini samtidigt som det var totalitärt. Tyskland under det tredje riket är ett annat exempel på en totalitär regim. Under tiden efter andra världskriget blev de totalitära ideologierna härskande inom länder som styrdes av regeringar som betecknades som kommunistiska – det sovjetiskt dominerade östblocket, flera asiatiska länder med Kina, u-länder som Kuba, Etiopien, Benin och flera andra postkoloniala länder i Afrika. Styrelseskicket har även utmärkt flera u-länder som formulerat en egen ideologi, som till exempel Libyen och Zimbabwe. Francisco Francos diktatur i Spanien 1939-1975 vilade på en konservativ snarare än fascistisk ideologisk bas medan den chilenska diktaturen 1973-1990 under Augusto Pinochet var en blandning av politisk konservatism och nyliberal ekonomisk politik. Den ideologiska basen i dessa länder kan filosofiskt vara olika mycket genomarbetad. Oftast är det ett de facto status, där ett parti etablerar diktatur. Forskare är tveksamma om den spanska regimen, medan merparten av militärjuntor och bland annat den nuvarande regimen i Zimbabwe betraktas som auktoritär snarare än totalitär, just på grund av dess brist på en utpräglad ideologi och vilja att förverkliga den på alla nivåer i samhället.[källa behövs]
Det totalitära idealet har i praktiken varit svårt att realisera. Hitlers och Mussolinis strävanden kröntes aldrig av fullständig framgång, eftersom brokiga och tävlande grupper fortsatte att hävda sig (och som diktatorerna gjorde sitt bästa för att spela ut mot varandra). Dessutom fortsatte traditionella eliter att göra sig gällande, inte minst katolska kyrkan i Italien. Dessa synpunkter torde gälla i än högre grad i de afrikanska staterna.